# Вана
Вана (на немски: Wanne) е открит резервоар, голям съд, предназначен за къпане или водни процедури. Ваните се изработват от различни материали – метал, пластмаса, дърво, керамика и имат различна форма. Най-често срещаната форма е овална, макар да съществуват триъгълни, квадратни, праволъгълни и такива с неправилна форма. Обемът на ваните е 100 – 120 литра. Те са част от помещението, наречено баня и могат да съществуват самостоятелно или в комбинация с душ.
Ваната се пълни с вода и човек или сяда, или ляга в нея (в зависимост от дълбочината и формата ѝ). Снабдена е с отводнителен канал на дъното за изпразване на водата след къпане.